# 维拉尔大街

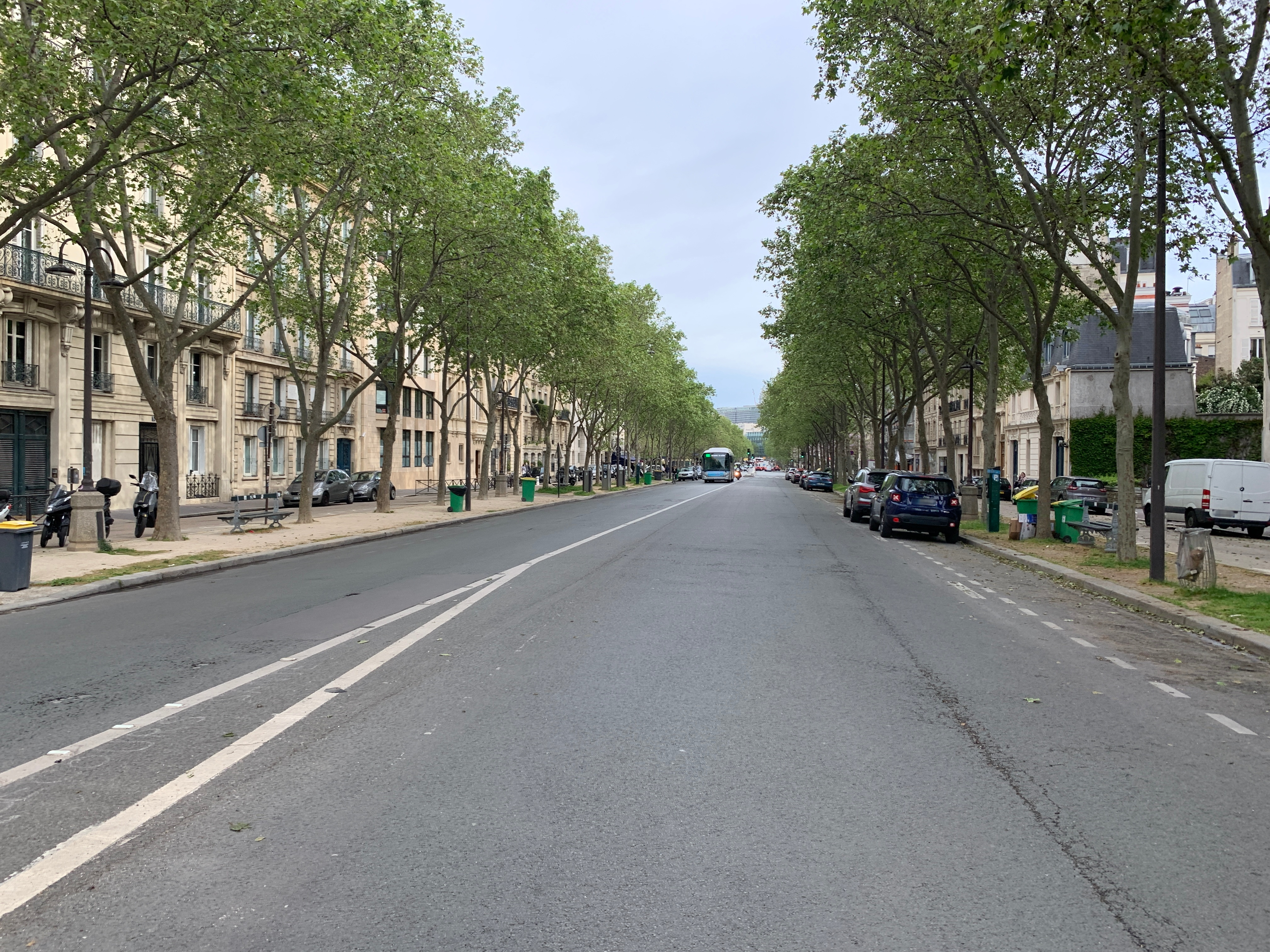
維拉爾大街（2021年5月）

维拉尔大街（Avenue de Villars）是巴黎第七区的一条街道。长172米，宽39.5米。始于沃邦广场（Place Vauban）3号，止于rue d'Estrées2号和place du Président-Mithouard广场2号。

## 名称
维拉尔大街得名于法国元帅克洛德·路易·埃克托尔·德·维拉尔 (1653-1734)。

## 历史
维拉尔大街开辟于1780年。根據1853年6月4日的法律，由國家划給該市。

## 建筑
：3-1号：意大利学校
- 17号:奥地利大使馆[2].

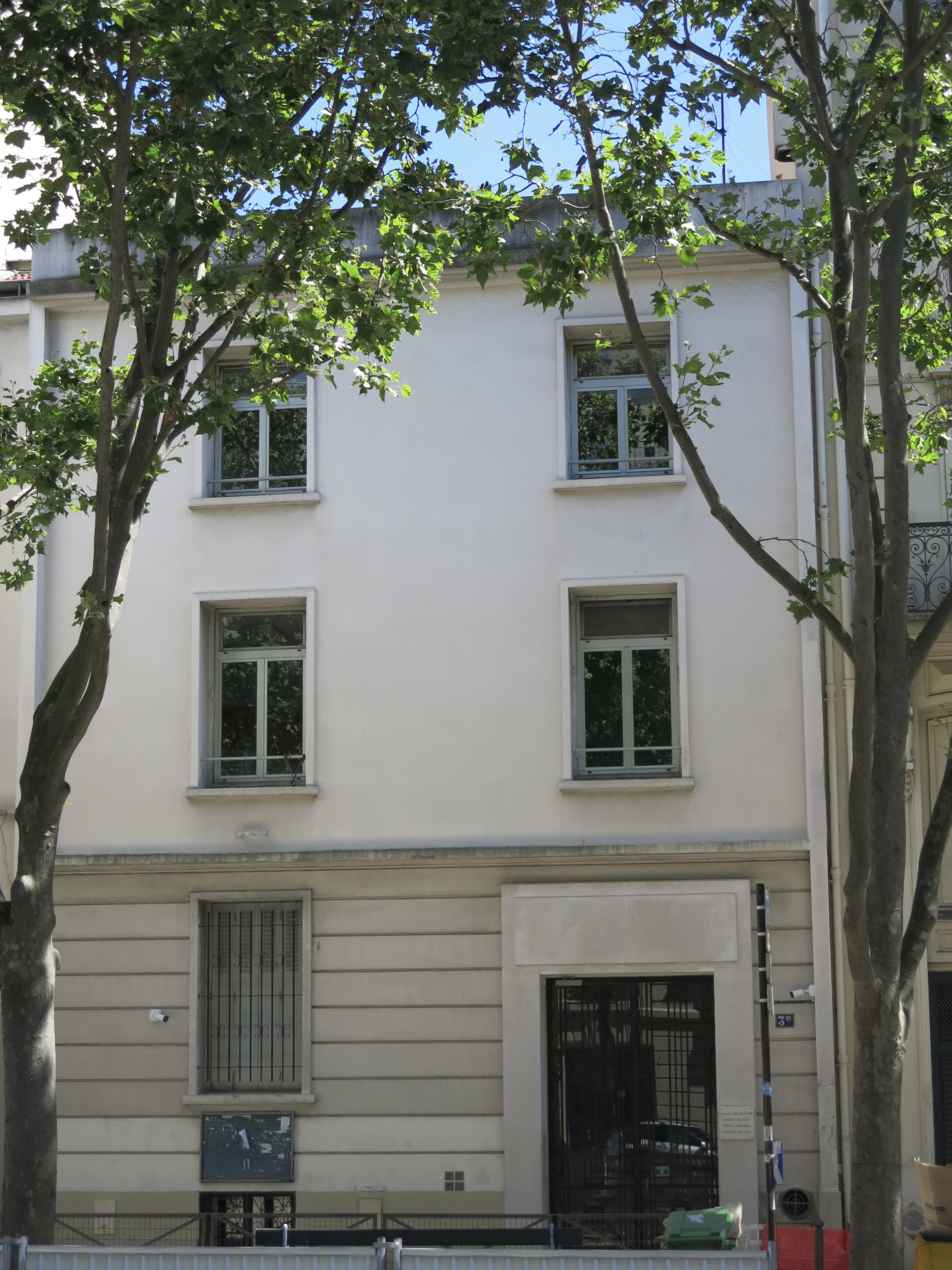
3-1号
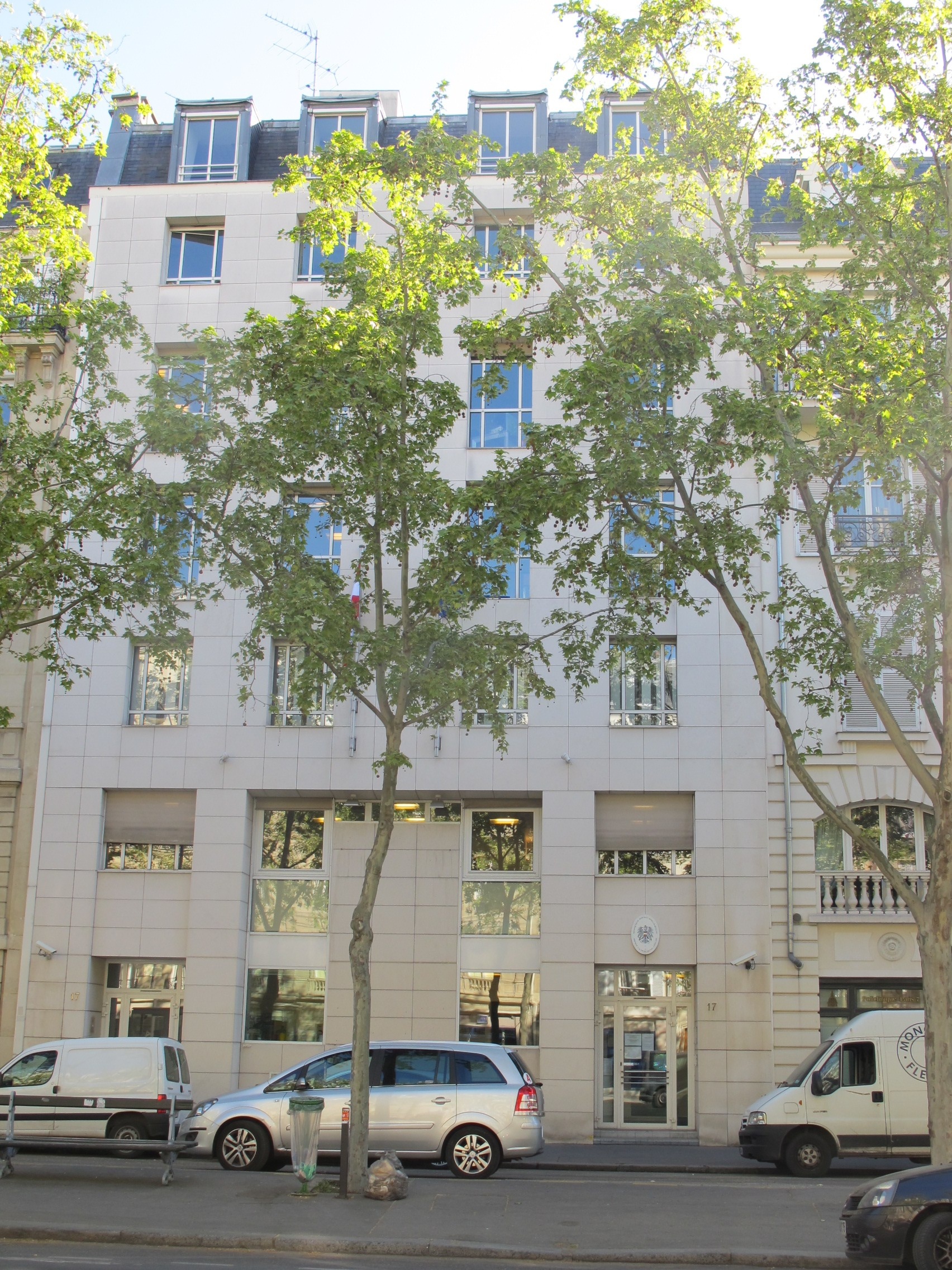
17号